# Vanamõisa, Saue kommun
Vanamõisa är en by (estniska: küla) i Saue kommun i landskapet Harjumaa i nordvästra Estland. Byn ligger 18 kilometer sydväst om huvudstaden Tallinn, på en höjd av 35 meter över havet och antalet invånare är 353.

## Geografi
Terrängen runt Vanamõisa är mycket platt. Runt Vanamõisa är det ganska glesbefolkat, med 36 invånare per kvadratkilometer. Närmaste större samhälle är Tallinn, 17,6 km nordost om Vanamõisa. Omgivningarna runt Vanamõisa är en mosaik av jordbruksmark och naturlig växtlighet.